# Afula
Afula (în ebraică עֲפוּלָה, în arabă العفولة) este un oraș din nordul Israelului, situat în Galileea. A fost înființat în 1925, în perioada de repopulare evreiască a Văii Izreel.

## Istorie
Orașul este situat pe terenurile achiziționate de către Fondul funciar sionist- american în frunte cu Iehoșua Hankin. Hankin, împreună cu alți evrei care au venit din Rusia, au reușit cu prețuri foarte rezonabile să cumpere teren de la administrația britanică, în regiunea Izreel. Într-o zonă umedă, nu prea potrivită pentru viața umană, treptat, au început să apară așezări agricole evreiești. Munca grea a coloniștilor a adus rezultate, iar solul fertil al văii, unde mlaștinile străvechi au lăsat un strat gros de nămol și humus, a început să dea randamente excelente.
În 1972 Afula a devenit oraș, iar de la mijlocul anilor '80, populația a crescut de la 14.000 până la 41.300 de locuitri în 2011. Pe planul dezvoltării pe termenul lung, pentru următorii 20 de ani populația orașului va crește până la 100.000 de oameni. Afula este format din două mari zone: Orașul de sus, Afula Illit și Giv'at Mora, situate pe un munte, la o înălțime de 250-400 de metri deasupra nivelului mării, și Orașul de Jos, situat la o alt. de 45 de metri sub nivelul mării.
În timpul războiului dintre Israel și Hezbollah, orașul s-a flat sub atacul nedirijat al rachetelor militanților din Liban.

## Orașe înfrățite
- Fresno, California, Statele Unite
- Ingelheim am Rhein, Germania
- New Haven, Connecticut, Statele Unite
- Osnabrück, Germania
- Providence, Rhode Island, Statele Unite
- Santa Fe, Argentina, Argentina
- Stamford, Connecticut, Statele Unite
- Worcester, Massachusetts, Statele Unite